# Boroszewo
Boroszewo is een plaats in het Poolse district  Tczewski, woiwodschap Pommeren. De plaats maakt deel uit van de gemeente Tczew en telt 409 inwoners.